# Відстань Гаусдорфа
Відстань Гаусдорфа — відстань, визначена на всіх замкнених обмежених підмножинах метричного простору. Таким чином, відстань Гаусдорфа перетворює множину всіх непорожніх компактних підмножин метричного простору в метричний простір.
Мабуть, перша згадка цієї відстані міститься в книзі Гаусдорфа «Теорія множин», перше видання 1914 року. Двома роками пізніше, та ж відстань описується в книзі Бляшке «Коло і куля», можливо незалежно, тому що не містить посилання на книгу Гаусдорфа.

## Означення

Складові обчислення відстані Гаусдорфа між зеленою лінією X і голубою лінією Y

Нехай {\displaystyle X} і {\displaystyle Y} дві замкнені обмежені підмножини метричного простору {\displaystyle M} тоді відстань за Гаусдорфом, {\displaystyle d_{H}(X,\;Y)}, між {\displaystyle X} та {\displaystyle Y} є найменше число {\displaystyle r} таке, що замкнутий {\displaystyle r}-окіл {\displaystyle X} містить {\displaystyle Y} і також замкнутий {\displaystyle r}-окіл {\displaystyle Y} містить {\displaystyle X}.
Іншими словами, якщо {\displaystyle |xy|} позначає відстань між точками {\displaystyle x} та {\displaystyle y} в {\displaystyle M}, то
{\displaystyle d_{H}(X,\;Y)=\max \left\{\sup _{x\in X}\inf _{y\in Y}|xy|,\;\sup _{y\in Y}\inf _{x\in X}|xy|\right\}.}

## Властивості
Нехай {\displaystyle F(M)} позначає множину всіх непорожніх компактних підмножин метричного простору {\displaystyle M} з відстанню Гаусдорфа:
- Топологія простору {\displaystyle F(M)} повністю визначається топологією {\displaystyle M}.
- (Теорема Бляшке) {\displaystyle F(M)} компактна тоді і тільки тоді, коли компактний {\displaystyle M}.
- {\displaystyle F(M)} повна тоді і тільки тоді, коли {\displaystyle M} повний.

## Варіації і узагальнення
- Іноді відстань Гаусдорфа розглядається на множині всіх замкнутих підмножин метричного простору, в цьому випадку відстань між деякими підмножинами може дорівнювати нескінченності.
- Іноді відстань Гаусдорфа розглядається на множині всіх підмножин метричного простору. У цьому випадку вона є тільки псевдовідстанню і не є відстанню, так як «відстань» між різними підмножинами може дорівнювати нулю.
- В евклідовій геометрії, часто застосовується відстань Гаусдорфа з точністю до конгруентності. Нехай {\displaystyle X} та {\displaystyle Y} — дві компактні підмножини евклідового простору, тоді {\displaystyle D_{H}(X,\;Y)} визначається як мінімум {\displaystyle d_{H}(I(X),\;Y)} за всіма рухами евклідового простору {\displaystyle I}. Строго кажучи, це відстань на просторі класів конгруентності компактних підмножин евклідового простору.
- Відстань Громова — Гаусдорфа аналогічна відстані Гаусдорфа з точністю до конгруентності. Вона перетворює множину (ізометричних класів) компактних метричних просторів у метричний простір.